# Benjamin Robert
Benjamin Robert (Toulouse, 4 januari 1998) is een Franse middellangeafstandsloper die zich heeft gespecialiseerd in de 800 meter. Hij vertegenwoordigde Frankrijk op verschillende internationale kampioenschappen en is meervoudig Frans kampioen.

## Biografie
Benjamin Robert begon zijn atletiekcarrière bij de Balma Athletics Club (CA) en was later actief voor CA Montreuil 93 en Toulouse UC. In 2016 en 2017 werd hij Frans indoorkampioen bij de junioren op de 800 meter, en in 2017 won hij ook de nationale titel op die afstand in de buitencategorie voor junioren.
In augustus 2020 maakte Robert zijn debuut in de prestigieuze Diamond League tijdens de Herculis Meeting in Monaco. Hij eindigde als vierde en scherpte zijn persoonlijk record aan tot 1.44,56. Met deze prestatie voldeed hij aan de kwalificatienorm voor de Olympische Spelen van Tokio. In september 2020 werd hij voor het eerst Frans kampioen bij de senioren op de 800 meter tijdens het nationaal kampioenschap in Albi.
Op 20 februari 2021 veroverde Robert zijn eerste Franse indoortitel bij de senioren. Tijdens het kampioenschap in Miramas versloeg hij voormalig wereldkampioen Pierre-Ambroise Bosse met een persoonlijk record van 1.46,06. In juni liep hij in Marseille een tijd van 1.44,53. Kort daarop won hij ook het Frans kampioenschap outdoor in Angers, met een tijd van 1.48,46, voor Gabriel Tual.

### Seizoen 2022: Doorbraak op internationaal niveau
Op 15 mei 2022 liep Robert in Montgeron 1.45,19, waarmee hij zich kwalificeerde voor het WK atletiek in Eugene. Op 21 mei werd hij tweede in de Diamond League-wedstrijd in Birmingham achter de Canadees Marco Arop. Tijdens de Meeting de Paris op 18 juni 2022 behaalde hij een spectaculaire overwinning, waarbij hij in de laatste rechte lijn zijn tegenstanders opzij zette en zijn persoonlijk record verbeterde tot 1.43,75.
Op het WK in Eugene bereikte hij de halve finale, maar miste op een haar na de finale met een tijd van 1.45,67. Op het EK in München een maand later stond hij voor het eerst in een internationale finale, waar hij vijfde werd in 1.45,42, op drie tienden van het podium.

### Seizoen 2023: Eerste internationale medaille
In maart 2023 behaalde Robert zijn eerste internationale podiumplaats tijdens de Europese kampioenschappen indooratletiek 2023 in Istanbul. In een zinderende finale won hij het zilver op de 800 meter, in een tijd van 1.47,34. Hij werd nipt geklopt door de Spanjaard Adrián Ben, met slechts drie duizendsten van een seconde verschil.
In de zomer verbeterde hij zijn persoonlijk record naar 1.43,48. Ondanks deze prestatie slaagde hij er opnieuw niet in zich te kwalificeren voor de finale van het WK, doordat zijn halve finale extreem snel was. Hij eindigde daarin als zesde.

### Seizoen 2024: Frans record op 600 meter
Bij zijn terugkeer op de Meeting van Metz in 2024 verbeterde Robert de beste Franse prestatie op de 600 meter. Hij liep daar een tijd van 1.15,50, waarmee hij opnieuw zijn veelzijdigheid en vorm etaleerde.

## Persoonlijke records
| Onderdeel       | Tijd    | Plaats | Datum           |
| --------------- | ------- | ------ | --------------- |
| 800 m (outdoor) | 1.43,48 | Monaco | 21 juli 2023    |
| 800 m (indoor)  | 1.46,06 | Liévin | 9 februari 2022 |

## Palmares

### Nationale kampioenschappen
- Frans kampioen 800 m outdoor: 2020, 2021, 2022
- Frans kampioen 800 m indoor: 2020, 2021

### Internationale prestaties
- 2021 – Halve finale EK indoor 800 m, Toruń
- 2023  –   EK indoor atletiek
- 2023 – Finale WK Atletiek 800 m, Boedapest – 5e plaats